# ソー・バ・フラ・テイン
ソー・バ・フラ・テイン（ビルマ語: စောဘလှသိန်း、英語: Saw Ba Hla Thein、1969年 - ）は、在日ミャンマー人の人権活動家。彼は1992年10月に来日して、2006年に難民認定された。2022年2月1日より、ミャンマー民主派の国民統一政府（NUG）駐日代表を務めている。
彼はビルマ族ではなく同国でビルマ族とシャン族に次ぐエスニック・グループのカレン族であり、在日ミャンマー人全体の福利と自立を支援する活動に取り組んでいるほか、在日カレン民族連盟（KNL）の幹部としてカレン族の権利保護などに携わっている。

## 国民統一政府（NUG）駐日代表として
2022年2月1日より、国民統一政府（NUG）初代駐日代表。
2022年9月9日、ソー・バ・フラ・テインを筆頭とする民主派の在日ミャンマー人が日本国外務省を訪問し、岸田文雄首相と林芳正外相に宛てて来たる27日に実施予定の故安倍晋三国葬儀にミャンマー軍政派を参列させないよう求める要請書を提出した。9月22日に日本国外務省が国葬の参列予定者を発表して、先般に要望した通り軍政の自称「国家元首」や自称「閣僚」が参列しないことが明らかとなった。但し、国民統一政府（NUG）駐日代表事務所を含むNUG代表からの国葬参列はなく、軍政容認派の駐日ミャンマー大使館からソー・ハン駐日大使および同夫人が国葬に参列した。